# بانکورکس
بانکورکس (انگلیسی: Bancorex) شرکت دولتی خدمات مالی و بانکداری رومانیایی است، که در سال ۱۹۶۸ تأسیس شد.